# Xian de Longmen
Pour les articles homonymes, voir Longmen.
Le xian de Longmen (龙门县 ; pinyin : Lóngmén Xiàn) est un district administratif de la province chinoise du Guangdong. Il est placé sous la juridiction de la ville-préfecture de Huizhou.

## Démographie
La population du district était de 308 835 habitants en 1999.